# Charaghan-Grabtürme

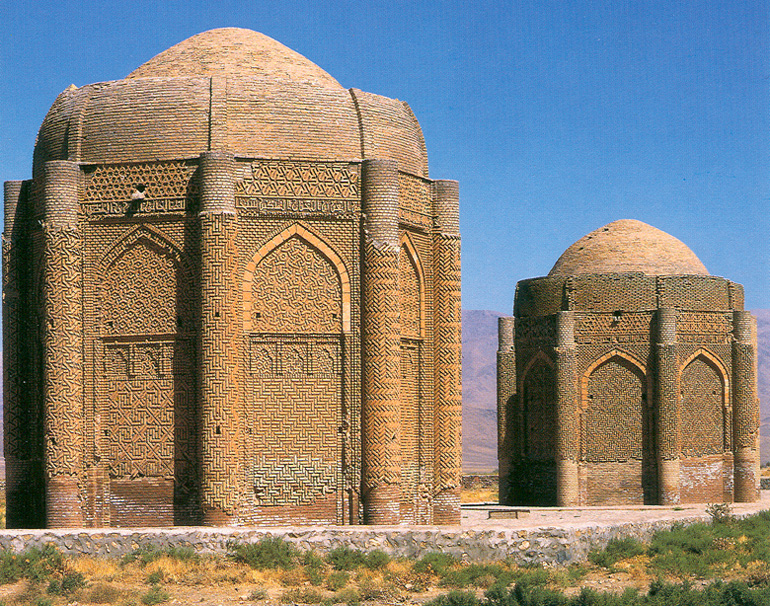
Die „Zwillingstürme“ der Charaghan-Gräber vor dem Erdbeben von 2002

Die Charaghan-Grabtürme (persisch خرقان Charaghān, DMG Ḫaraqān) sind seldschukische Grabtürme (Gonbad) aus dem 11. Jahrhundert. Sie liegen in der Provinz Qazvin nahe dem Dorf Hesar-e Armani, knapp 30 km westlich von Abegarm zwischen den nordiranischen Städten Qazvin und Hamadan.
Die Türme sollen auf die Architekten Muhammad bin Makki al-Zandschani und Abu’l-Ma’ali ibn Makki al-Zandschani zurückgehen. Soweit diese Vermutung zutreffend sein sollte, könnte Letzterer der Bruder oder Sohn des Muhammad bin Makki al-Zandschani gewesen sein.

## Entdeckungsgeschichte
Beide Turmgräber wurden der internationalen Öffentlichkeit erst spät bekannt. Erst im Frühjahr 1965 erforschte sie David Stronach zusammen mit seinem Begleiter T. Culyer Young vom Royal Ontario Museum. Stronach, damals Leiter des „British Institute of Persian Studies“, fand sie anlässlich einer Studienreise in Westpersien, wo er sich der iranistischen Archäologie widmete. Schwerpunkte hatte er auf die Erforschung medischer und achämenidischer Spuren gelegt. Der Zufallsfund der Grabtürme gilt dabei als eine der bedeutenden kulturhistorischen Entdeckungen, denn es handelt sich um die frühesten Doppelkuppel-Konstruktionen der iranischen Architekturgeschichte. Er traf sie zum Zeitpunkt der Entdeckung in einem außergewöhnlich guten Erhaltungszustand an.
Rätsel geben seither viele Inschriften auf, die in Bezug auf die darin festgehaltenen Namen nicht gut zugeordnet werden können. Ob es sich um Erbauer oder darin Bestattete handelt, ist nicht hinreichend klar. Das wird darauf zurückgeführt, dass die (möglicherweise fehlerhafte) Grammatik und die verkürzte Wiedergabe der in den Schriftzügen enthaltenen Informationen Vorkenntnisse erforderlich macht, deren Fehlen lediglich unzureichenden Zugang zum Sinn ermöglichen.

## Architektur der Anlage
Bei den Grabtürmen handelt es sich um etwa 15 m hohe Ziegelbauten, die aus dem Jahr 1093 (westlicher Turm) und um 1067/1068 (östlicher Turm) stammen. Die Grundflächen der Türme sind oktogonal. An den Ecken des achteckigen Mauerwerks sind Rundsäulen als Stützpfeiler angeordnet, die weitgehend frei stehen. Auflockerung erfahren die Wandflächen zwischen den Säulen durch spitzbögige Blendarkaden. Über einhundert Ziermuster prägen die Ansicht des Gesamtensembles. Ein Ziegelflechtwerk setzt die Kuppelzone vom Unterbau ab. Unterhalb des Ziegelflechtwerks wiederum schließt ein kufisches Inschriftenfries auf Höhe der Scheitel der Spitzbögen ab. Die teils religiösen, teils historischen Inschriften lassen offen, wer in den Türmen beigesetzt wurde. Es kann nur vermutet werden, dass es sich um hochrangigen seldschukischen Fürstenadel gehandelt hat. Sowohl die Blendarkaden als auch die Säulen und die Segmente des Ziegelflechtwerks weisen unterschiedliche Ornamente auf.
Die Kuppeln der Türme sind doppelschalig und gelten als die frühesten ihrer Art in der iranischen Architektur. Die innere Halbschale bildet die Decke des tombalen Innenbaus. Einen Zwischenraum aussparend, baut sich darüber eine ebenfalls halbkugelige weitere Schale, die das von außen sichtbare Kugeldach abgibt. Im Ostturm führen zwei Wendeltreppen – im Westturm eine – in diesen engen Zwischenraum der Schalen, der durch niedrige Türen aus dem Inneren der Grabkammer zugänglich ist.
Der westliche Turm verfügt über einen Mihrāb.
Im östlichen Turm sind gut erhaltene Wandgemälde und Fresken vorhanden. Eine Darstellung zeigt beispielsweise eine Moscheen-Lampe, die laut Inschrift zum Segen ihres Besitzers gereichen soll.

## Erdbeben 2002
Wie viele Gebiete im Iran ist die Provinz Qazvin erdbebengefährdet, weshalb wegen eines Erdbebens im Juni 2002 umfangreiche Beschädigungen an den Grabtürmen entstanden. Schnell eingeleitete Restaurierungsarbeiten an den Bauten konnten den Verfall zwar verhindern, die Ornamente sind seither teilweise aber unwiederbringlich zerstört.